# Lobocleta spoliataria
Lobocleta spoliataria är en fjärilsart som beskrevs av Achille Guenée 1858. Lobocleta spoliataria ingår i släktet Lobocleta och familjen mätare. Inga underarter finns listade i Catalogue of Life.